# 波三型潛艇
波三型潜艇是日本海军的潜艇舰级之一，也被称为C2型。有三艘同型舰。

## 概要
在日本从维克斯购买的五艘潜艇中，前两艘（C1型）是维克斯造好后运送到日本，而剩下三艘则是由吴海军工厂建造船壳，维克斯负责主机、武器和舾装品。C2型在C1型的基础上做了扩大舰桥、延长舰首等改进。
三艘同型舰都在1911年竣工，1916年8月4日分类为二等潜艇，1919年4月1日分类为三等潜艇。1929年除籍。

## 同型舰
- 波号第三潜水舰（日语：波号第三潜水艦）

1911年8月21日竣工，竣工时舰名为第十潜水艇。1919年4月1日改称第十潜水舰。1923年6月15日改称波号第三潜水舰。1929年12月1日除籍。
- 波号第四潜水舰（日语：波号第四潜水艦）

1911年8月26日竣工，竣工时舰名为第十一潜水艇。1919年4月1日改称第十一潜水舰。1923年6月15日改称波号第四潜水舰。1929年12月1日除籍。
- 波号第五潜水舰（日语：波号第五潜水艦）

1911年8月31日竣工，竣工时舰名为第十二潜水艇。1919年4月1日改称第十二潜水舰。1923年6月15日改称波号第五潜水舰。1929年12月1日除籍。